# Зубковский, Николай Александрович
Никола́й Алекса́ндрович Зубко́вский (25 ноября [8 декабря] 1911, Смоленск — 3 июня 1971, Ленинград) — советский солист балета, балетмейстер, педагог. Заслуженный артист РСФСР (1939). Лауреат Сталинской премии второй степени (1948).

## Биография
В 1931 году окончил ЛХУ, где его педагогами были Л. С. Леонтьев и В. И. Пономарёв. Учеником дебютировал на сцене ЛАТОБ имени С. М. Кирова в январе 1931 года в дуэте с Н. М. Дудинской в па де де Принцессы Флорины и Голубой птицы. В 1931—1962 году — солист ЛАТОБ имени С. М. Кирова. Одновременно, в 1934—1946 годы танцевал ведущие партии в ЛМАТОБ имени М. П. Мусоргского.
Наряду с В. М. Чабукиани и А. Н. Ермолаевым, Зубковский был одним из выдающихся танцовщиков своего времени, «новатором танца» — по определению Юрия Григоровича:

Можно без преувеличения сказать, что влияние личности и творчества Зубковского на поколение артистов, пришедших в ленинградский балет в середине 1940-х — начале 1950-х годов, было исключительным. Его танец-полёт, танец-характер будоражил мысль и воображение. Зубковский поднимался над будничностью эпигонов «драмбалета», над застывшими канонами классического танца, открывая его неисчерпаемую образную силу.
— Юрий Григорович
В 1962—1965 году вёл мужской класс в Ленинградском театре оперы и балета имени С. М. Кирова, а с 1965 года и до конца жизни преподавал классический танец в Ленинградском хореографическом училище. Среди его учеников: Борис Бланков, Дмитрий Брянцев, Вадим Гуляев, Олег Игнатьев, Василий Островский, Тийт Хярм и другие.
Скончался в Ленинграде 3 июня 1971 года и был похоронен на Большеохтинском кладбище.

### Семья
- первая жена — Инна Зубковская (урождённая Израилева) (1923—2001), выдающаяся советская балерина, солистка ЛАТОБ имени С. М. Кирова. Дочь — Екатерина Зубковская — артистка балета.
- вторая жена — Нинель Кургапкина (1929—2009), выдающаяся советская балерина, солистка ЛАТОБ имени С. М. Кирова.

## Репертуар в ЛАТОБ имени С. М. Кирова
- 1931 год — «Спящая красавица», хореография М. И. Петипа — Голубая птица
- 1932 год — «Жизель» А. Адана, хореография Ж. Коралли, Ж. Перро и М. И. Петипа — Классическое па де де
- 1932 год — «Красный мак», балетмейстер Ф. В. Лопухов — Китайский божок
- 1933 год — «Пламя Парижа», балетмейстер В. И. Вайнонен — Пьер
- 1934 год — «Щелкунчик», балетмейстер В. И. Вайнонен — Паяц и Негр
- 1935 год — «Бахчисарайский фонтан», балетмейстер Р. В. Захаров — Юноша
- 1936 год — «Катерина», балетмейстер Л. М. Лавровский — Зефир
- 1936 год — «Ледяная дева», балетмейстер Ф. В. Лопухов — Зимняя птица
- 1936 год — «Пламя Парижа», балетмейстер В. И. Вайнонен — Филипп
- 1937 год — «Конёк-Горбунок», хореография А. Горского— Гений вод
- 1937 год — «Щелкунчик», балетмейстер В. Вайнонен — Принц
- 1938 год — «Пламя Парижа», балетмейстер В. Вайнонен — Жером
- 1938 год — «Раймонда», балетмейстер В. Вайнонен — Паж
- 1938 год — «Эсмеральда», балетмейстер А. Я. Ваганова — Актеон
- 1938 год — «Шопениана», хореография М. Фокина — Юноша
- 1939 год — «Корсар», хореография М. Петипа, редакция А. Я. Вагановой, постановка А. И. Чекрыгина — Раб
- 1939 год — «Карнавал», хореография М. Фокина — Арлекин
- 1939 год — «Бахчисарайский фонтан», балетмейстер Р. Захаров — Вацлав
- 1940 год — «Лебединое озеро», хореография М. Петипа и Л. Иванова, редакция Л. Лавровского — Па де труа
- 1940 год — «Ромео и Джульетта», балетмейстер Л. М. Лавровский — Трубадур
- 1941 год — «Тарас Бульба», балетмейстер Ф. Лопухов — Андрий
- 1941 год — «Лауренсия», балетмейстер В. Чабукиани — Менго
- 1942 год — «Дон Кихот», хореография А. Горского — Базиль
- 1942 год — «Гаянэ», балетмейстер Н. Анисимова — Карен — первый исполнитель
- 1943 год — «Тщетная предосторожность», хореография М. Петипа и Л. Иванова, редакция В. Пономарёва — Колен
- 1945 год — «Лебединое озеро», хореография М. И. Петипа и Л. Иванова, редакция Ф. В. Лопухова — Зигфрид
- 1945 год — «Спящая красавица», хореография М. И. Петипа — Принц Дезире
- 1947 год — «Золушка», балетмейстер К. М. Сергеев — Принц
- 1947 год — «Татьяна» А. А. Крейна, балетмейстер В. П. Бурмейстер — Николай — первый исполнитель
- 1948 год — «Милица», балетмейстер В. И. Вайнонен — Зоран
- 1948 год — «Баядерка», собственная хореография — Золотой божок — первый исполнитель
- 1949 год — «Красный мак», балетмейстер Р. В. Захаров — Ли Шанфу — первый исполнитель
- 1951 год — «Медный всадник», балетмейстер Р. В. Захаров — Евгений
- 1955 год — «Ромео и Джульетта», балетмейстер Л. М. Лавровский — Меркуцио
- 1955 год — «Эсмеральда», хореография М. Петипа, редакция А. Я. Вагановой — Пьер Гренгуар

## Репертуар в ЛМАТОБ имени М. П. Мусоргского
- 1934 год — «Арлекинада», балетмейстер Ф. В. Лопухов — Арлекин
- 1935 год — «Светлый ручей», балетмейстер Ф. В. Лопухов — Классический танцовщик — первый исполнитель
- 1936 год — «Фадетта», балетмейстер Л. М. Лавровский — Рене — первый исполнитель
- 1937 год — «Тщетная предосторожность», балетмейстер Л. М. Лавровский — Колен
- 1940 год — «Сказка о попе и о работнике его Балде», балетмейстер В. А. Варковицкий — Бесёнок — первый исполнитель
- 1940 год — «Коппелия», балетмейстер Ф. В. Лопухов — Премьер балета
- 1940 год — «Ашик-Кериб», балетмейстер Б. А. Фенстер — Плясун — первый исполнитель
- 1946 год — «Мнимый жених», балетмейстер Б. А. Фенстер — Труффальдино — первый исполнитель

## Фильмография
- 1952 год — Концерт мастеров искусств

## Награды и звания
- 1939 — заслуженный артист РСФСР
- 1940 — орден «Знак Почёта»
- 1948 — Сталинская премия второй степени за исполнение партии Труффальдино в балетном спектакле «Мнимый жених» М. И. Чулаки